# Küchenhilfe
Küchenhilfe (auch Hilfskoch, Beikoch bzw. Beiköchin oder Aide de Cuisine) ist die Bezeichnung für Helfer im Bereich Küche, die in Hotels, Gasthöfen, Restaurants, Großküchen, Kantinen und Catering-Unternehmen meist einfachere oder zuarbeitende Tätigkeiten ausführen.

## Anforderungen
In Deutschland bieten verschiedene Bildungsträger eine dreijährige Vollzeitausbildung zum Beikoch/zur Beiköchin an, die Ausbildung erfolgt nach internen Vorgaben der Träger.
Oft wird jedoch eine spezielle Ausbildung bei Küchenhilfen nicht vorausgesetzt. Auch gelernte Fachkräfte aus dem Gastgewerbe oder der Hauswirtschaft sind meist gern gesehene Bewerber auf einen Arbeitsplatz. Praktische Erfahrungen im Gastgewerbe und im Umgang mit Lebensmitteln sind für Bewerber von Vorteil, und es erfolgt eine Einweisung am Arbeitsplatz. Immer erfüllt sein müssen dagegen die Anforderungen an das Personal beim Umgang mit Lebensmitteln nach dem Infektionsschutzgesetz. Wer mit Lebensmitteln arbeitet, muss ein Gesundheitszeugnis vorweisen. Damit soll sichergestellt werden, dass keine Kontamination des Essens mit Keimen ansteckender Krankheiten erfolgt. Das oberste Gebot ist die Sauberkeit. Dazu gehört auch das regelmäßige Händewaschen im laufenden Betrieb. Küchenhilfen müssen belastbar, flexibel und teamfähig sein. Ein gewisses Maß an Ruhe und Belastbarkeit, besonders in Stresssituationen, sollte ebenso gegeben sein wie ein Mindestniveau an körperlicher Ausdauer.

## Aufgaben und Tätigkeiten
Küchenhilfen unterstützen den Koch bei der Herstellung von Speisen. Insbesondere zuarbeitende Tätigkeiten gehören zur Aufgabe einer Küchenhilfe, wie etwa das Waschen und Schneiden von Obst, Gemüse und Salaten und die Mitwirkung bei der Herstellung von Desserts, Soßen und Marinaden. Routinierte Küchenhilfen bereiten bei ihrer Arbeit kleinere Speisen zu, belegen Häppchen oder richten kalte Platten an. Auch der Umgang mit Küchenmaschinen nach Vorgaben der Sicherheitsbestimmungen gehört zum Verantwortungsbereich. Aufräum- und Reinigungsarbeiten gehören ebenfalls zum Tätigkeitsprofil. Kontakt zu den Gästen erfordert die Tätigkeit als Küchenhilfe in der Regel nicht.

## Arbeitszeit und Bezahlung
Küchenhilfen kommen vor allem zu den Stoßzeiten eines gastronomischen Betriebs, also mittags und abends, zum Einsatz. Ihre Arbeitszeiten richten sich dementsprechend nach den Öffnungszeiten des Betriebes. Das beinhaltet in den meisten Fällen flexible Arbeitszeiten und Einsätze an Wochenenden und Feiertagen. Sie sind oft auch für die Reinigung der Küche zuständig, die in der Regel nach Schließung des Lokals bzw. der Küche vorgenommen wird. Daher kann sich die Arbeitszeit von Küchenhilfen auch deutlich über die Öffnungszeiten des Betriebes hinaus verlängern.
Als Küchenhilfen arbeiten häufig Schüler, Studenten, junge Menschen, die sich beruflich orientieren, oder Menschen, die sich durch einen Nebenjob etwas dazuverdienen wollen. Höhere Löhne sind in Abhängigkeit von der Erfahrung und der Dauer der Beschäftigung im Betrieb möglich. In der Regel fällt die Anstellung als Küchenhilfe in den Bereich der geringfügigen Beschäftigung oder Minijobs.